# バトハリ語
バトハリ語（バトハリご）は、アフロ・アジア語族のセム語派南方セム語南アラビア諸語に属する言語である。バトハラ語、バウタハリ、ボタハーリー、ボタハリ、バタハリとも呼ばれる。オマーンのドファール特別行政区とイエメンの狭い領域でしか話されておらず、消滅の危機に瀕している。

南アラビア諸語の分布地図（桃がバトハリ語）